# Miró Mainou
Baudilio Miró Mainou, conocido artísticamente como Miró Mainou, (Sabadell, 16 de junio de 1921-Las Palmas de Gran Canaria, 19 de junio de 2000) fue un pintor y cineasta español. En 1992, fue galardonado con el Premio Canarias de Bellas Artes.

## Trayectoria
Estudió en la Escuela Industrial y de Artes y Oficios de Sabadell. En 1941, realizó su primera exposición de pintura en la Academia de Bellas Artes de Sabadell, cuando tenía veinte años. En 1947, realizó una exposición individual en la Galería Pictoria de Barcelona, un espacio en el que se mostraban corrientes artísticas rupturistas e innovadoras. En octubre de 1949, después de realizar el servicio militar en Melilla, y de su matrimonio con Carmina, la pareja se trasladó a vivir a Gran Canaria, donde desarrolló la mayor parte de su trayectoria artística.
En 1951, después de haber entrado en contacto con otros artistas canarios, fue invitado por el pintor Francisco Bonnín Guerín a realizar su primera exposición individual en el Círculo de Bellas Artes de Santa Cruz de Tenerife. Mientras trabajaba como diseñador en una fábrica de ebanistería (1952-1968) participó en la exposición colectiva de artistas jóvenes de las islas de 1954 junto con a Manolo Millares, Juan Ismael, Felo Monzón, Elvireta Escobio y Martín Chirino. En 1958, fue uno de los integrantes de la exposición colectiva Las Islas Canarias: Mujeres y pitas, Pescadoras y Ángeles organizada por la Biblioteca española de París (Francia). Hasta 1972 no se dedicó en exclusiva a la pintura.
Además de su faceta como pintor, Miró experimentó como cineasta y realizó diversos cortometrajes en super-8 y 8 mm entre las décadas de 1950 y 1970, donde captaba imágenes del paisaje de Canarias. Sus obras más relevantes, con títulos como Azuaje, Caserío canario, Viva la Virgen y Reviviscencia, fueron presentadas y proyectadas en El Museo Canario el 6 de agosto de 1971.
Falleció en 19 de junio de 2000.

## Reconocimientos
Miró fue galardonado en 1992 con el Premio Canarias de Bellas Artes, un galardón que otorga el Presidente del Gobierno de Canarias a personas o instituciones en reconocimiento de una carrera relevante y continuada en favor de la cultura canaria. En 1999, fue elegido para ocupar una vacante en la sección de pintura de la Real Academia Canaria de Bellas Artes de San Miguel Arcángel.
En 2021, la Sala San Antonio Abad del Centro Atlántico de Arte Moderno (CAAM) acogió la exposición titulada Lola Massieu/Miró Mainou. Homenaje 1921-2021, con la que se conmemoró el centenario del nacimiento de Lola Massieu y Mainou.
En 2023, parte de su obra fue recogida en la muestra titulada Isla de Arte. Una colección para el Museo de Bellas Artes de Gran Canaria organizada por el Cabildo Insular de Gran Canaria que recorría, a través de 250 piezas, la historia del arte en Canarias. Esta exposición fue acogida por la Casa de Colón, el Centro de Artes Plásticas y el Centro Atlántico de Arte Moderno para visibilizar la colección artística de esta entidad.